# Les Frères Cœur de Lion (film)
Pour le roman, voir Les Frères Cœur-de-lion.
Pour plus de détails, voir Fiche technique et Distribution.
Les Frères Cœur de Lion (titre original suédois : Bröderna Lejonhjärta) est un film suédois réalisé par Olle Hellbom, sorti en Suède en 1977. 
C'est un long métrage en prises de vues réelles pour la jeunesse, adapté des fictions radiophoniques et des livres de la romancière suédoise Astrid Lindgren.

## Fiche technique
- Titre français : Les Frères Cœur de Lion
- Titre original : Bröderna Lejonhjärta
- Réalisation : Olle Hellbom
- Scénario :
- Photographie :
- Montage :
- Musique :
- Pays d'origine :  Suède
- Langue : Suédois
- Format : couleur
- Son : Dolby
- Genre : Film d'aventure, Fantasy
- Durée : 102 minutes
- Dates de sortie : 
  -  Suède : 23 septembre 1977

## Distribution
- Lars Söderdahl : Karl "Skorpan" Lejonhjärta
- Staffan Götestam : Jonatan Lejonhjärta
- Allan Edwall : Mattias
- Gunn Wållgren : Sofia
- Folke Hjort : Jussi, värdshusvärd
- Per Oscarsson : Orvar, motståndsledare
- Tommy Johnson : Hubert, jägare
- Jan Nygren : Veder, soldat
- Michael "Micha" Gabay : Kader, soldat
- Georg Årlin : Tengil, envåldshärskare
- Bertil Norström : Pjuke, Tengils rådman
- Mats Andersson : soldat
- Ulf Håkan Jansson : soldat
- Aksel Erhardtsen : soldat
- Bengt Brunskog : chef för Stora porten
- Bodil Lindorff : mor i Törnrosdalen
- Lone Rode : Antonia
- Erno Müller : vakt
- Göthe Grefbo : vakt
- Per Axel Arosenius : Tengilsman
- Björn Strand : Tengilsman
- Lars Nyberg : Tengilsman
- Egil Holmsen : Tengilsman
- Bengt Blomgren : far i Törnrosdalen
- Rune Andersson : sångaren på värdshuset Guldtuppen
- Ingrid Jussil-Årlin : kvinna på torget i Törnrosdalen